# Serra San Bruno
Serra San Bruno (en calabrais : Serra San Brunu) est une commune italienne de 6 259 habitants située dans la province de Vibo Valentia en Calabre.
Le village est traversé par la fiumara Ancinale qui sépare les quartiers de Terravecchia (« vieille terre »), le centre ancien, au nord, et de Spinetto, extension de la ville au sud de la rivière ayant suivi le séisme de 1783.

## Géographie

### Climat
Le climat des Serres peut être définit comme relevant de la basse montagne avec de fortes précipitations ; les hivers sont humides et très pluvieux. La neige n'est pas rare non plus. Les saisons intermédiaires sont fraîches et tout aussi pluvieuses. En été, les précipitations sont moins abondantes et les températures varient fortement entre le jour et la nuit. Les orages ne manquent pas, surtout en juin et dans la deuxième moitié du mois d'août.
La commune de Serra San Bruno est affectée par un microclimat endémique : la végétation qui l'entoure constitue un écosystème unique. En effet, il est très rare de trouver à cette latitude des hêtraies et des sapinières à seulement 800 mètres d'altitude (où le châtaignier prédomine généralement). En revanche, l'humidité et les précipitations abondantes, ainsi qu'un climat estival relativement frais, permettent à ces espèces de se développer à environ 200 mètres en dessous de leur altitude typique.
Les secteurs les plus élevés de la commune, situés à plus de 1 000 mètres d'altitude, sont caractérisées par des conditions climatiques typiques des Apennins (fagetum), avec des précipitations d'autant plus abondantes.

## Histoire
La ville s'est développée autour de la chartreuse de Santo Stefano et est ainsi nommée en l'honneur de saint Bruno, le fondateur en 1084 de l'ordre des Chartreux et de l'ermitage de la Grande Chartreuse, sa maison-mère près de Grenoble, en France. Avec l'autorisation du comte normand Roger de Hauteville, il fit construire la chartreuse en 1095, et y mourut le 6 octobre 1101.
Les ouvriers œuvrant à la construction du monastère fondent leurs propres maisons non loin, donnant naissance au bourg médiéval de San Bruno. La dénomination actuelle Serra San Bruno est rendue officielle par un décret de Victor-Emmanuel II le 22 janvier 1863. La renommée de la chartreuse attire un grand nombre d'artisans travaillant le bois, forgerons et ornementistes qui l'embellissent et influencent le développement architectural de la ville ainsi que de la région alentour.
Le tremblement de terre de 1783 engendre des destructions considérables dans la ville et sa chartreuse ; le vieux bourg aux rues tortueuses est reconstruit et renommé Terravecchia par opposition au Spinetto (spineto, « épineux »), qui se déploie sur l'autre rive autrefois très fortement boisée de l'Ancinale où les maîtres artisans se procuraient bois, fer et granit pour confectionner les œuvres destinées à orner la ville et le monastère. Ce nouveau quartier adopte un plan urbain plus linéaire imprégné par l'architecture néoclassique.

## Monuments et lieux d'intérêt

### Architecture religieuse
- L'église-mère, dédiée à saint Blaise, ancien patron de la ville ;
- L'église Notre-Dame des Sept Douleurs (l'Addolorata) ;
- L'église Notre-Dame de l'Assomption in Cielo, à Terravecchia ;
- L'église Notre-Dame de l'Assomption in Cielo, à Spinetto, dont la confrérie fit l'objet d'une âpre rivalité mutuelle avec la précédente ;
- L'abbaye Santo Stefano del Bosco ;
- Le sanctuaire Santa Maria del Bosco, sur le site où saint Bruno s'est retiré en qualité d'ermite, dans l'enceinte de l'abbaye.

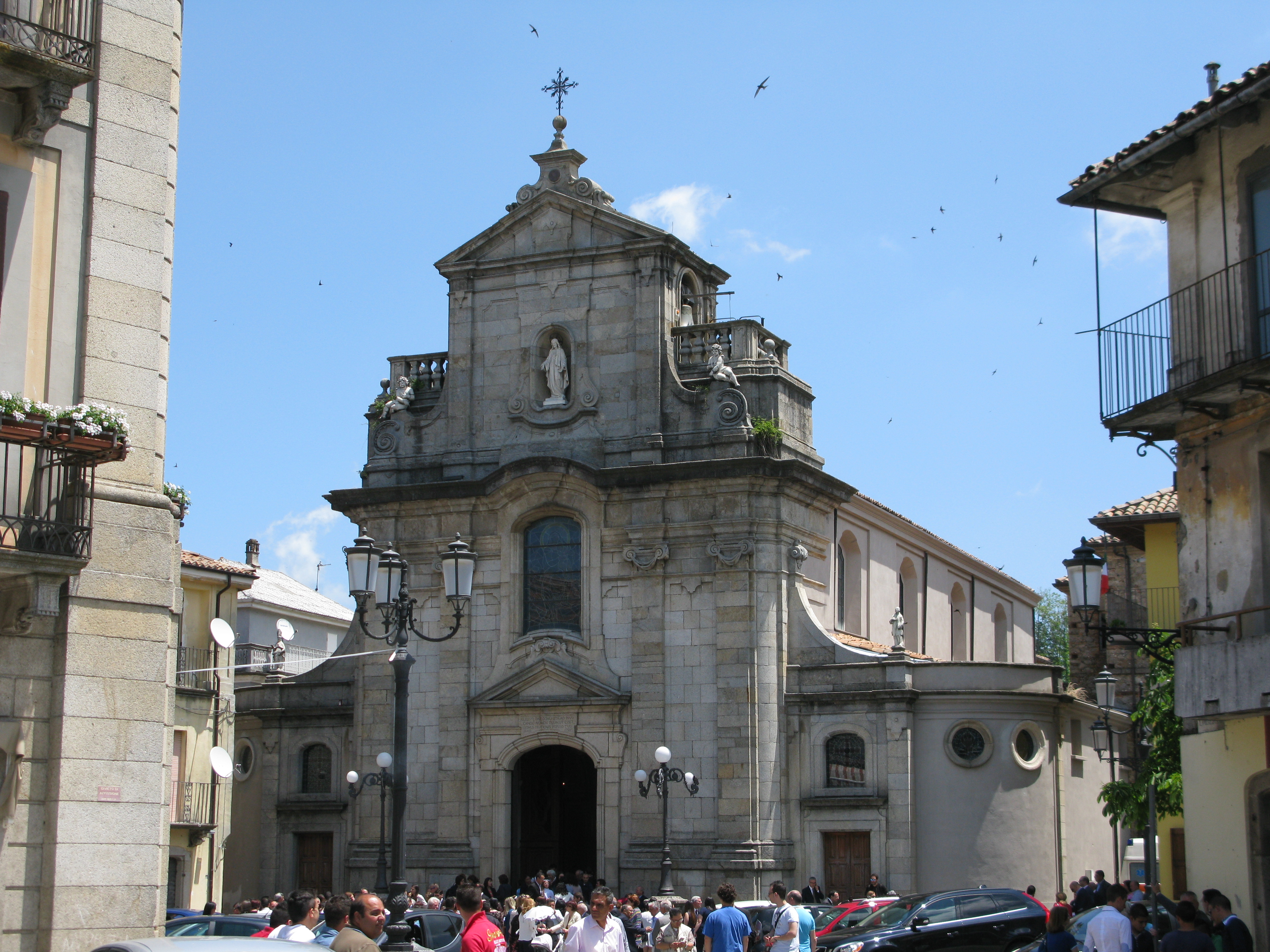
L'église-mère San Biagio.
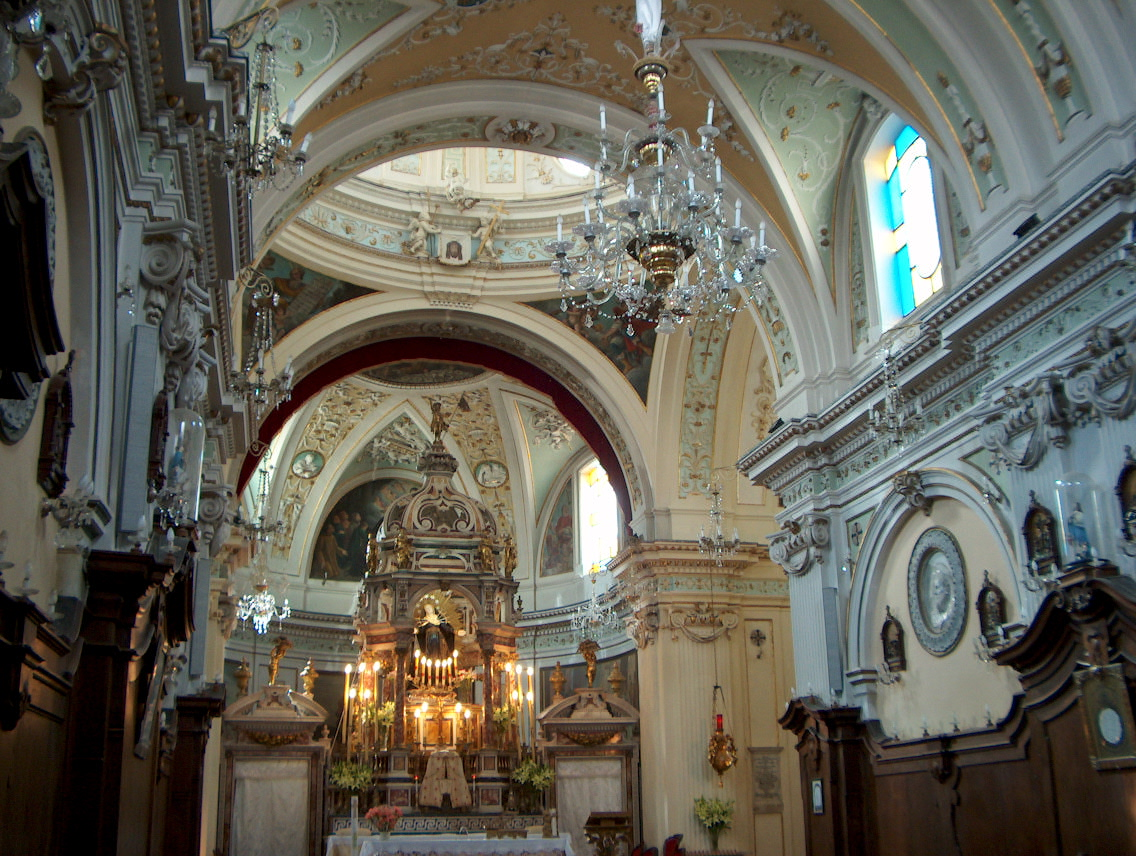
Intérieur baroque de l'église de l'Addolorata.
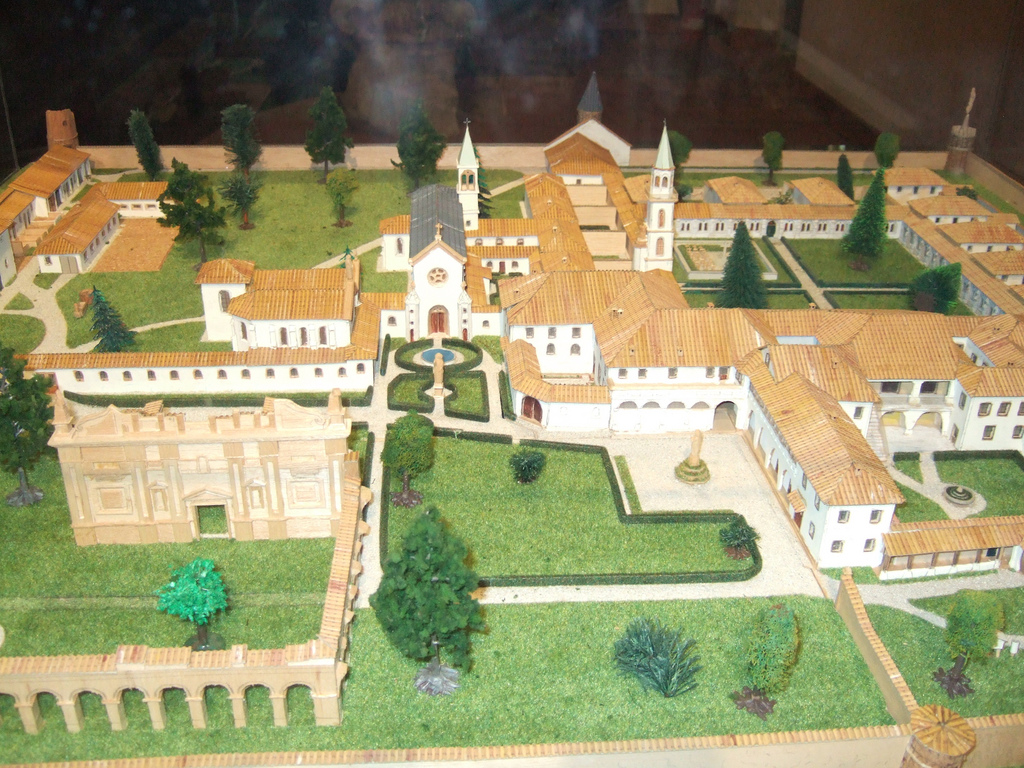
Maquette de la chartreuse exposée au musée d'art religieux.

### Espaces naturels

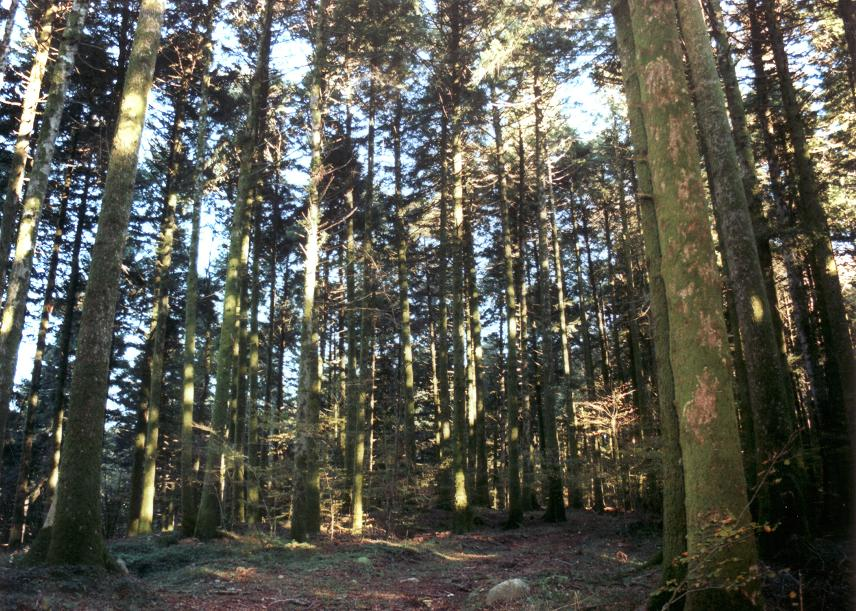
Bois d'Archiforo.

Partie intégrante du parc naturel régional des Serre, la commune de Serra San Bruno est en grande partie recouverte de forêts denses aux spécimens de hêtres, châtaigniers et sapins millénaires. Les bois d'Archiforo et de Santa Maria sont particulièrement denses. Un petit lac très fréquenté des locaux en été se trouve près du hameau de Rosarella.

## Administration
| Période                                  | Période           | Identité                  | Étiquette                | Qualité |
| ---------------------------------------- | ----------------- | ------------------------- | ------------------------ | ------- |
| 28 mai 2002                              | 20 avril 2005     | Bruno Censore             | La Serra (centre gauche) |         |
| 20 avril 2005                            | 4 novembre 2010   | Raffaele Lo Iacono        | La Serra (centre gauche) |         |
| 4 novembre 2010                          | 16 mai 2011       | Maria Stefania Caracciolo | Commissaire préfectoral  |         |
| 16 mai 2011                              | 4 avril 2016      | Bruno Rosi                | Le Peuple de la Liberté  |         |
| 4 avril 2016                             | 6 juin 2016       | Sergio Raimondo           | Commissaire préfectoral  |         |
| 6 juin 2016                              | 27 février 2020   | Luigi Tassone             | La Serra (centre gauche) |         |
| 27 février 2020                          | 22 septembre 2020 | Salvatore Guerra          | Commissaire préfectoral  |         |
| 22 septembre 2020                        | En cours          | Alfredo Barillari         |                          |         |
| Les données manquantes sont à compléter. |                   |                           |                          |         |

### Hameaux
Ninfo

### Communes limitrophes
Arena, Brognaturo, Gerocarne, Mongiana, Simbario, Spadola, Stilo